# Velarium

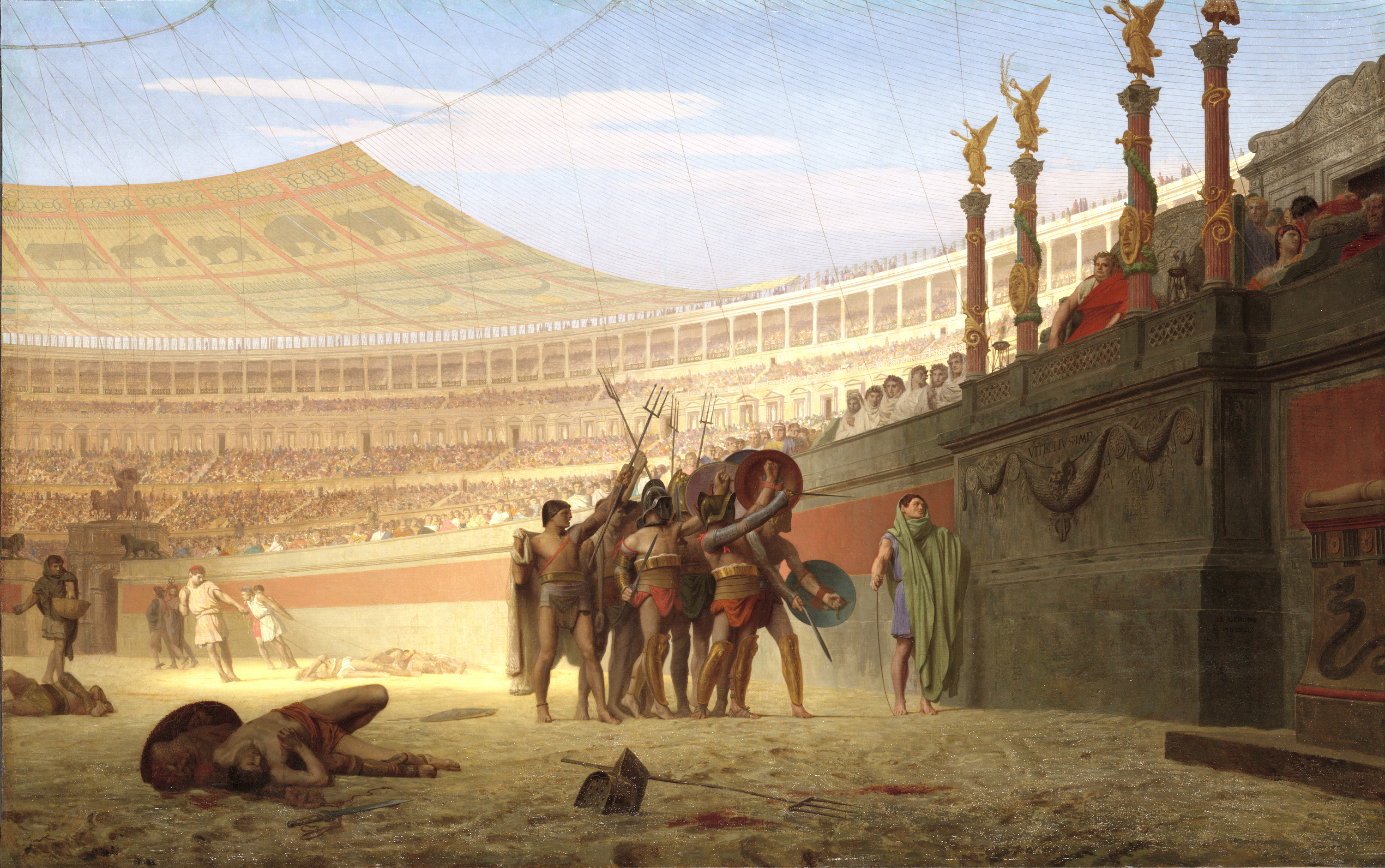
Ave Caesar Morituri te Salutant, schilderij door Jean-Léon Gérôme, 1859.

Een velarium (mv.: velaria) is een grote luifel zoals die in het Romeinse Rijk bij schouwspelen en sportwedstrijden over de cavea (publiekstribune) kon worden gespannen om het publiek te beschermen tegen de hitte van de zon. Dergelijke zonneschermen werden door het hele Middellandse Zeegebied toegepast in de meeste theaters, praktisch alle amfitheaters en andere stadions.
Het woord is afgeleid van het Latijnse velum, zeil, doek, gordijn.

## Constructie
Het velarium bedekte ongeveer een derde tot twee derde van het totale oppervlak, de hoge zijmuren van de bouwwerken wierpen hun schaduw aan de andere kant van de arena. In speciale uitsparingen in de bovenrand van het gebouw achter de tribunes staken lange masten die op het midden gericht waren, en met touwen en katrollen werd het doek daaroverheen getrokken. De masten konden worden neergelaten en opgehesen. Het was mogelijk om het doek over een beperkt deel van de cavea te spannen of om het slechts ten dele te ontvouwen. De precieze manier van optuigen is onderwerp van debat.
Het gebruikte materiaal was gewoonlijk canvas, linnen of katoen, maar Nero zou zijn eigen amfitheater hebben laten voorzien van een hemelsblauw zijden velarium, versierd met een motief van sterren en een afbeelding van de keizer in een strijdwagen. Behalve afscherming van de zon bood het doek ook een eerste bescherming tegen lichte regen. Door het gat in het midden van de constructie kon een aanzienlijke wind opsteken, die voor welkome ventilatie kon zorgen.

## Colosseum
Het velarium in het Colosseum werd bediend door matrozen van de Romeinse marine. Vermoedelijk was het een eer om voor dit karwei te worden aangemerkt en zo de grote stad met eigen ogen te mogen aanschouwen. Ze vormden de enige grote groep vaklieden met de nodige kennis en ervaring om dergelijke grote constructies te bedienen. Mogelijk waren er tot duizend mannen nodig om de stof over de 240 masten te trekken. Buiten het Colosseum staan nog enkele stenen met gaten voor de bevestiging van de kabels, hoewel deze ook bedoeld geweest kunnen zijn voor dranghekken.